# La Bernardière
La Bernardière ist eine ehemalige französische Gemeinde mit 1.913 Einwohnern (Stand: 1. Januar 2022) im Département Vendée in der Region Pays de la Loire. Sie gehörte zum Arrondissement La Roche-sur-Yon. Die Einwohner werden Bernardins und Bernardines genannt.
Der Erlass des Präfekten vom 3. Juni 2024 legte mit Wirkung zum 1. Januar 2025 die Eingliederung von La Bernardière als Commune déléguée zusammen mit der früheren Gemeinde Cugand zur Commune nouvelle Cugand-la-Bernardière fest.

## Geographie

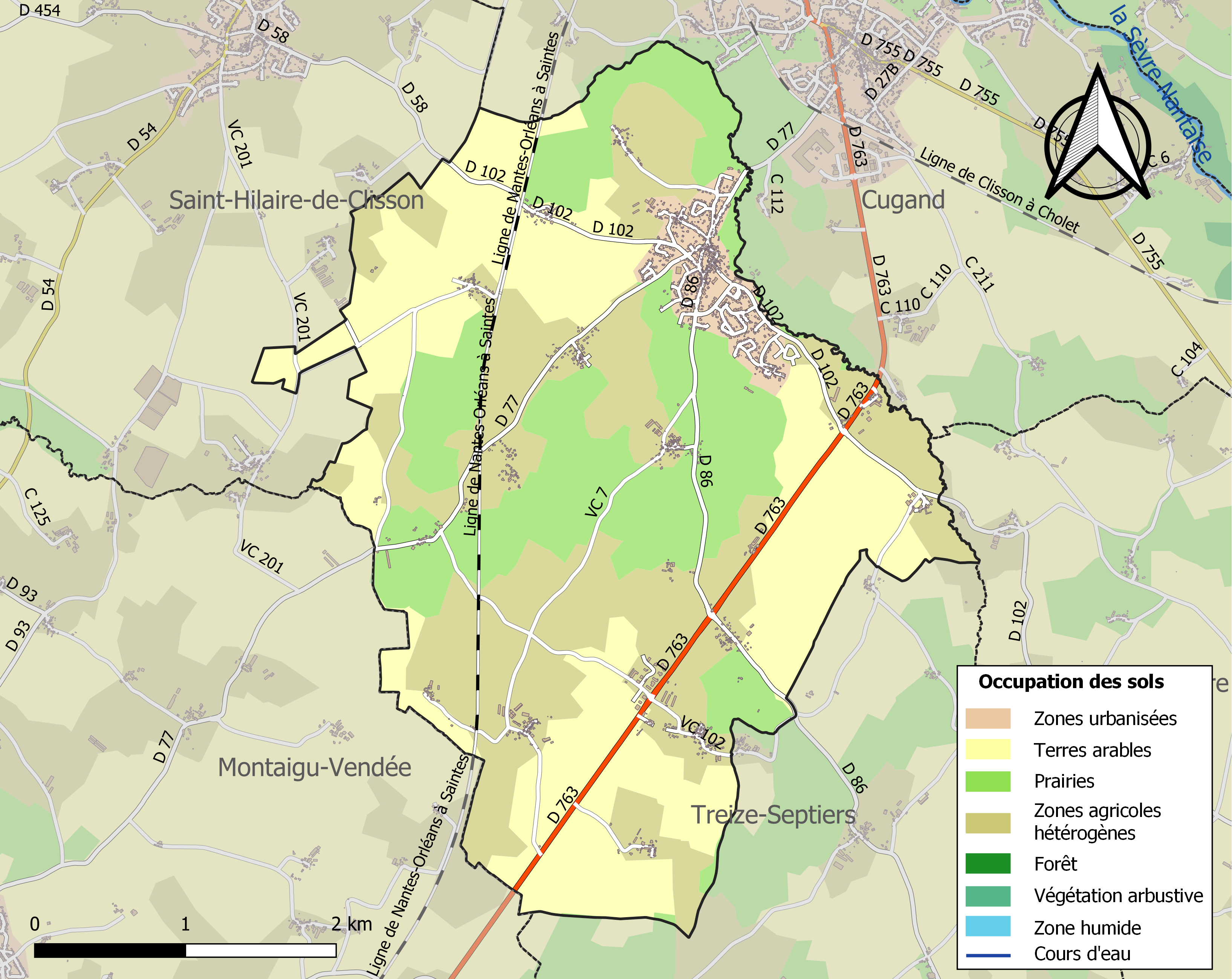
Bodennutzung und Infrastruktur von La Bernardière (2018)

La Bernardière befindet sich im nördlichen Teil des Départements an der Grenze zum benachbarten Département Loire-Atlantique. Der Ort liegt etwa 44 Kilometer nordnordöstlich von La Roche-sur-Yon und etwa 29 Kilometer südöstlich von Nantes in der Région naturelle Bocage vendéen. Im Nordosten fließt der Fluss Maingot, ein Zufluss der Sèvre Nantaise, am Zentrum von La Bernardière vorbei und bildet abschnittsweise die natürliche Grenze zum Nachbarort Cugand. Im Zentrum durchquert der zeitweise trockenfallende Ruisseau de la Margerie das Ortsgebiet von Südost nach Nordwest. Das Zentrum befindet sich auf einer Höhe von etwa 50 m. Das Bodenrelief ist hügelig mit einer maximalen Erhebung von 76 m im Süden und einer minimalen Höhe von 12 m im Norden beim Austritt des Maingot aus dem Ortsgebiet.
Teile des Gebiets von La Bernardière gehören zur ZNIEFF-Naturzone „Prairie á orchidées de La Bernardière“ (520616302). Rund 96 % der Fläche von La Bernardière werden landwirtschaftlich genutzt, rund 4 % entfallen auf bebaute Flächen (Stand: 2018).
Umgeben wird La Bernardière von der Commune déléguée Cugand im Norden und Nordosten und von den Nachbargemeinden La Bruffière im Osten, Treize-Septiers im Süden und Südosten, Montaigu-Vendée im Westen und Südwesten sowie Saint-Hilaire-de-Clisson (Loire-Atlantique) im Westen und Nordwesten.

## Geschichte
Früher hieß der Ort La Bernardière-en-Forêts, doch der Wald ist längst verschwunden. Im 15. Jahrhundert erstreckte sich die Kastellanei von Clisson über 23 Gemeinden in der Bretagne und des Basse-Poitous. La Bernardière war Teil der „vorgezogenen Marken der Bretagne auf dem Poitou“.
Bis zur Französischen Revolution gehörte La Bernardière zu den Marken Bretagne-Poitou zum Vorteil der Bretagne. Vor 1800 gehörte es zur Provinz Poitou. Außerdem gehörte es zur Bistum Nantes.

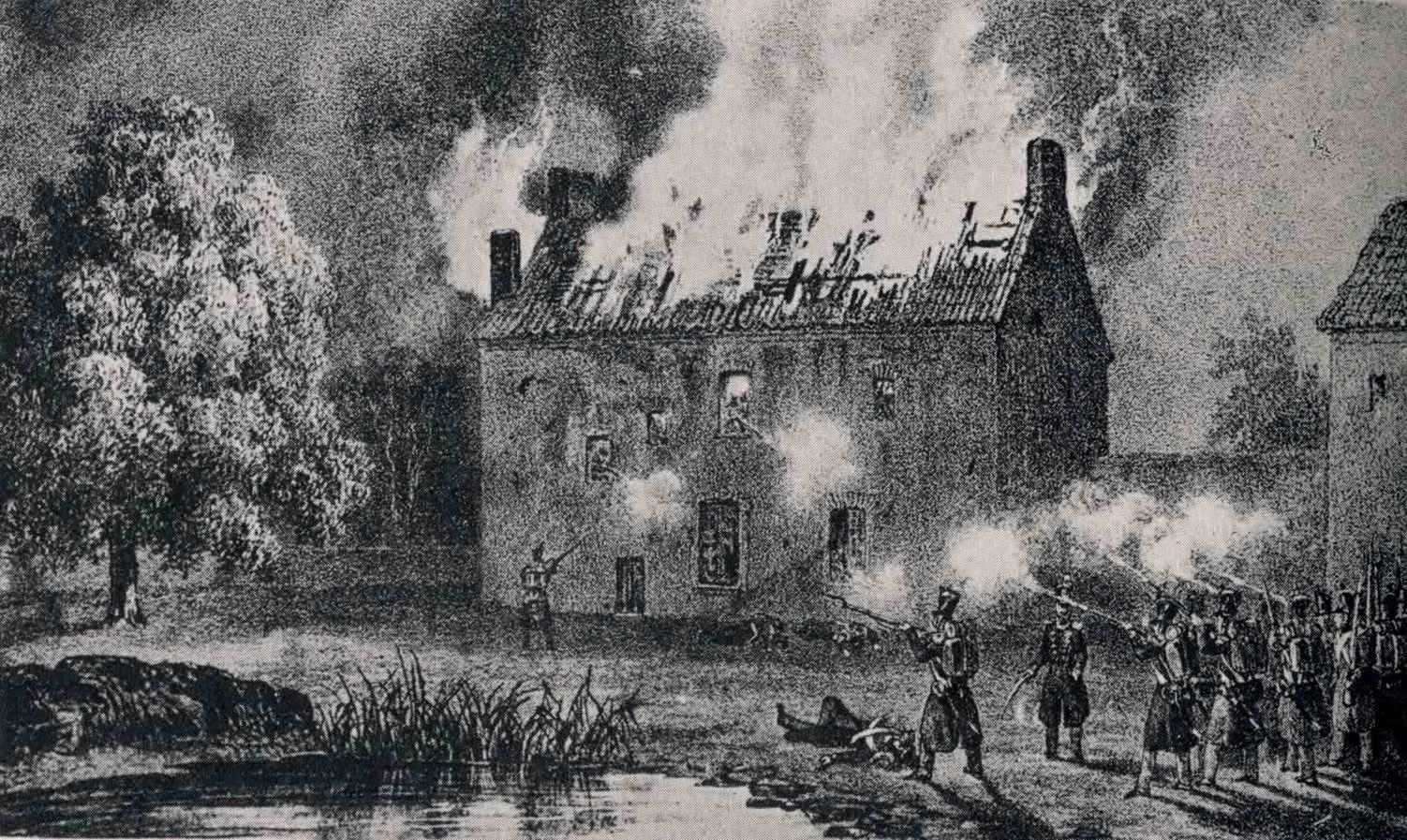
Gefecht am Schloss La Pénissière

Am 6. Juni 1832 ereignete sich das größte Ereignis in der Geschichte von La Bernardière. Das Herrenhaus La Pénissière war Schauplatz einer der letzten Schlachten der von der Herzogin von Berry angeführten Bewegung, der „Petite chouannerie“. Die Herzogin von Berry unternahm daraufhin einen vergeblichen Versuch, ihren sehr kleinen Sohn Henri d’Artois, den zukünftigen Grafen von Chambord, auf dem Thron Frankreichs zu etablieren. Eine Gruppe ihrer Anhänger wurde in La Pénissière von den Truppen Louis-Philippe I. umzingelt, die sich vorsichtig auf Distanz hielten, nachdem es ihnen gelungen war, das Gebäude in Brand zu setzen. Den vierzig Belagerten gelang es im Schutz der Nacht, den Flammen zu entkommen, bevor sie größtenteils ins Exil gingen. Vom niedergebrannten Schloss La Pénissière sind nur noch Ruinen, die Bauernhöfe und die Eingangshalle übrig.

## Bevölkerungsentwicklung
| Jahr                       | 1962 | 1968 | 1975 | 1982 | 1990 | 1999 | 2006 | 2013 | 2020 |
| -------------------------- | ---- | ---- | ---- | ---- | ---- | ---- | ---- | ---- | ---- |
| Einwohner                  | 863  | 841  | 789  | 1060 | 1109 | 1172 | 1491 | 1757 | 1877 |
| Quellen: Cassini und INSEE |      |      |      |      |      |      |      |      |      |

## Sehenswürdigkeiten
- Kirche Saint-Blaise
- Herrenhaus La Pénissière